# 仅孕酮避孕
仅用孕酮（黃體素）的避孕法屬於荷爾蒙避孕法中的一種，（另一種荷爾蒙避孕法是會用孕酮和雌激素）。僅含孕酮的避孕藥劑不會增加血栓的發生風險，因此可以使用於曾經有過靜脈血栓病史的女性。。
仅用孕酮的避孕法有以下幾種：
- 純孕激素避孕藥（minipill），是不含雌激素的口服避孕藥丸。
- 僅含孕酮的紧急避孕丸，例如左炔诺孕酮等。
- 像Nexplanon（英语：Nexplanon）及左炔諾孕酮植入器等皮下埋植剂避孕法（英语：Contraceptive implant）。
- 狄波-普维拉，是長效可逆的注射用避孕藥物。
- 孕激素宫内避孕器，商品名為曼月樂（Mirena），是可以釋放左炔諾孕酮的宮內節育器。